# من أحب (فلم)
من أحب فيلم دراما مصري من إخراج ماجدة عام 1966 في تجربتها الأولى والأخيرة في الاخراج. كتب السيناريو والحوار ماجدة مع صبري العسكري ووجيه نجيب عن قصة «ذهب مع الريح» للكاتبة الأمريكية مارجريت ميتشيل الصادرة عام 1936. الفيلم من بطولة ماجدة وأحمد مظهر وإيهاب نافع، وتدور الأحداث حول ليلى الثرية التي تبحث عن الحب وتعتقد أنها وجدته وسرعان ما يضيع منها كما تضيع ثروتها.
صدر الفيلم إلى دور العرض المصرية في 28 أغسطس 1966.
منح موقع قاعدة بيانات الأفلام العربية «السينما.كوم» درجة 6.3/ 10.

## طاقم التمثيل
- ماجدة: ليلى
- أحمد مظهر: شريف مظهر
- إيهاب نافع:طارق (ضابط في سلاح الطيرات المصري)
- فاتن الشوباشي:[9] في دور نيفين (ابنة عم طارق وزوجته)
- فادية أحمد: لبنى (شقيقة ليلى)
- عبد الخالق صالح: مظلوم باشا (جد ليلى)
- خيري القليوبي: كمال (ابن عم ليلى)
- عمر ذو الفقار: الدكتور سمير (شقيق نيفين)
- بيري نافع: نادية (شقيقة طارق)

بالاشتراك مع: زوزو ماضي – فاضل فريد – ثريا سالم – زهير صبري – محمد أباظة – نعيمة وصفي.

## أحداث الفيلم
تعيش ليلى مظلوم (ماجده) حياة رغدة مع جدها الباشا (عبد الخالق صالح) صاحب الأملاك الكبيرة، والذي كون ثروته من تجارة السلاح والمضاربة بالبورصة، بالتعاون مع شريف مظهر (أحمد مظهر)، ويعيش معهما شقيقتها الصغرى لبنى (فادية أحمد) التي تحب كمال (خيري القليوبى) ابن عمها الذي يكبرها بعشرين عاماً، وتحب ليلى ابن عمها الضابط طارق (إيهاب نافع) وهو أيضاً يحبها، ولكنه يفضّل الزواج من ابنة عمه نيفين (فاتن الشوباشى) لأنها من نفس مستواه المالي ويعتقد أنها لن تتعال عليه بثراءها، مما يغضب ليلى، فتثور لكرامتها وتقبل الزواج الفوري من ابن عمها الطبيب سمير (عمر ذوالفقار) شقيق نيفين.
يموت الدكتور سمير اثناء حربه ضد الكوليرا، بينما يسافر طارق لحرب فلسطين، تاركاً زوجته نيفين حاملاً، ويقع في الأسر وتنقطع اخباره، بينما يشترك شريف مع مظلوم باشا في توريد السلاح، وترتفع بورصة القطن ويبيع شريف القطن ويكسب اموالاً طائلة، بينما يطمع الباشا في المزيد، لتهبط البورصة ويفقد كل أمواله. يظهر السلاح الذي تم توريده للجيش فاسداً، وينتحر الباشا قبل القبض عليه، ويهرب شريف إلى أمريكا. تقرر ليلى عدم الاستسلام وتتولى زراعة الأرض المتبقية لرعاية شقيقتها لبنى وأبناء عمومتها نيفين وطفلها، وكذلك ناديه (بيرى نافع) شقيقة طارق. يعود طارق من الأسر هارباً، ولكنه يرفض مساعدة ليلى في زراعة الأرض، ويفضل الكفاح ضد المستعمر الإنجليزي، ويعود شريف من الخارج ويقبض عليه ويسجن، وتحتاج ليلى لمبلغ 300 جنيه لإنقاذ الأرض، فتلجأ إلى شريف في محبسه عارضة حبها من أجل المال، لكنه يخبرها أنه لايفكر في الزواج، فتوافق على الاستسلام له بدون زواج، ولكنه يرفض لأنه كان يعتقد انها جائته لأنها تحبه، وتخرج ليلى غاضبة لتقابل كمال الذي تحسنت أحواله، وأصبح تاجراً ثرياً فتعرض عليه الزواج من أجل المال، وتعتذر لشقيقتها لبنى التي كانت تحب كمال. يتحرك الجيش المصري في عام 1952 وتتغير الأوضاع، ويتم اطلاق سراح شريف من السجن. يعرض شريف على ليلى المشاركة في أي مشروع، فتشاركه في ورشة لصناعة المفروشات. يمرض كمال ويموت، وترثه ليلى، وتقبل الزواج من شريف، الذي أعتقد أنها قد نسيت حبها الأول لطارق. تتجدد آمال ليلى تجاه طارق، متجاهلة زوجها شريف، وابنتهما الصغيرة ريم، وتمرض نيفين بعد إصابتها بنزيف إثر إجهاضها، وتعتني بها ليلى من اجل طارق، وتسوء العلاقة أكثر بين شريف وليلى التي تمتنع عن معاشرة زوجها. يقرر شريف أصطحاب ابنته والرحيل بعيداً عن ليلى. تقع حرب عام 1956 وفى إحدى الغارات تصاب ريم وتموت، وكانت صدمة شريف كبيرة، فيقرر السفر إلى بورسعيد للإنتقام لإبنته، ولكن ليلى تعلقت بشريف وطالبته بأن تصاحبه في السفر لأنها الآن فقط اكتشفت انها تحبه.

## إنتاج الفيلم
كتب خالد إبراهيم في صحيفة اليوم السابع: «ماجدة كانت قد اتفقت مع أحد المخرجين على تقديم الفيلم، ولكنه اعتذر، وكان من الصعب إلغاء العمل من الأساس، حيث غامرت واتخذت قرارا بأن تخوض التجربة وساعدها عدد من مساعدى الإخراج المميزين، ورغم ذلك رفضت الاتجاه إلى الإخراج السينمائي؛ حيث وصفته بالعمل الشاق المرهق بالنسبة للفنانات».
كان فيلم «من أحب» هو الفيلم الثالث الذي جمع بين الزوجين ماجدة وإيهاب نافع، وكان أول فيلم يجمعهما هو «الحقيقة العارية» عام 1963 للمخرج عاطف سالم، وكان الفيلم الثاني هو «هجرة الرسول» عام 1964 للمخرج إبراهيم عمارة. بلغ عدد أفلام الثنائي خمسة أفلام كان آخرها «النداهة» عام 1975 للمخرج حسين كمال، وبالرغم من ان زواج ماجدة وإيهاب نافع استمر حوالي ثلاث سنوات فقط ولكن التعاون الفني استمر.

## روابط خارجية
- مقالات تستعمل روابط فنية بلا صلة مع ويكي بيانات